# Üzembezárási pont
Az üzembezárási pont (üzemszüneti pont) a mikroökonómia fogalomtárában rövidtávon az az optimális ár-mennyiség kombináció, amely mellett egy vállalat közömbös a termelés folytatása és „üzemének bezárása” (vagyis a termelés beszüntetése) között.
Technikailag szemléltetve ez a pont éppen megegyezik az átlagos változóköltség minimumpontjával, vagyis azzal a ponttal ({\displaystyle y}), ahol:
{\displaystyle {dAVC(y) \over dy}=0;{d^{2}AVC(y) \over dy^{2}}>0}
Matematikailag megmutatható, hogy ez a pont az átlagos változóköltség-görbe (AVC) és a határköltség-görbe (MC) metszéspontja, vagyis az az {\displaystyle y}, ahol
{\displaystyle {VC(y) \over y}\equiv AVC(y)=MC(y)\equiv {dTC(y) \over dy}}
({\displaystyle TC(y)} a vállalat teljes költsége, {\displaystyle VC(y)} a változó költség)
Mint azt az átlagos változóköltség-görbe definíciójából láthatjuk, a modell feltevése szerint a vállalat üzembezárási döntése során nem veszi figyelembe állandó költségeit, mivel azokon változtatni nincs módja. A fedezeti pont és az üzembezárási pont közötti ár-mennyiség kombináció lehetőséget ad a vállalatnak arra, hogy rövid távon negatív profit mellett változó költségeit finanszírozni tudja – többnyire a hosszú távon remélt magasabb, pozitív profit reményében. Amennyiben a piaci ár olyan alacsony, hogy a változó költségek fedezésére sincs mód, a vállalat optimális döntése a termelés leállítása.
Az üzemszüneti pont fontos a vállalat egyéni kínálatának meghatározásában is. E pont „alatt” a vállalat kínálata 0 (hiszen nem termel), a pont „felett” a vállalat kínálata (tökéletesen versenyző piacon) a határköltség-görbével (MC) egyezik meg.

## Forrás, további irodalom
- Varian, H.R.: Mikroökonómia középfokon, KJK Kerszöv, Budapest, 2001
- Kertesi Gábor mikroökonómia jegyzetei